# Gackenmühle
Gackenmühle (fränkisch: Gaggamiel) ist ein Gemeindeteil von Illesheim im Landkreis Neustadt an der Aisch-Bad Windsheim (Mittelfranken, Bayern). Gackenmühle liegt in der Gemarkung Illesheim.

## Geographie
Die Einöde liegt am südlichen Ufer der Aisch und am Scheckenbach, der dort als rechter Zufluss in die Aisch mündet. 0,25 km südlich liegen die Storck Barracks. 1 km westlich erhebt sich der Wolfsbuck (331 m ü. NHN), 0,5 km östlich der Täfertsbuck (333 m ü. NHN), 0,75 km nördlich liegen die Straßenäcker. Eine Gemeindeverbindungsstraße führt die Kreisstraße NEA 39 und die Bundesstraße 470 kreuzend nach Schwebheim (2,7 km westlich). Ein Wirtschaftsweg führt zur B 470 (0,3 km nordwestlich).

## Geschichte
Der Ort wurde im Kalender des Würzburger Domstifts St. Kilian, der im Zeitraum von 1250 bis 1300 entstand, als „Tegefurte“ erstmals schriftlich erwähnt. Die Mühle ist der Restteil des Ortes. Im Jahre 1403 wurde nur noch die Mühle „Tuͤfuͤrt“ erwähnt. Im Jahre 1469 wurde sie erstmals als „Gockenmül“ bezeichnet. Das Bestimmungswort ist der Familienname Gock bzw. Gack.
Gegen Ende des 18. Jahrhunderts gehörte die Gackenmühle zur Realgemeinde Illesheim und hatte die Reichsstadt Windsheim als Grundherrn. Unter der preußischen Verwaltung (1792–1806) des Fürstentums Bayreuth erhielt die Gackenmühle die Hausnummer 31 des Ortes Illesheim.
Im Rahmen des Ersten Gemeindeedikts wurde Gackenmühle dem 1811 gebildeten Steuerdistrikt Schwebheim und der 1817 gebildeten Ruralgemeinde Schwebheim zugeordnet. Mit dem Zweiten Gemeindeedikt (1818) wurde sie nach Illesheim umgemeindet.

### Baudenkmal
- Brücke über die Aisch[9]

### Einwohnerentwicklung
| Jahr      | 001818 | 001840 | 001861 | 001871 | 001885 | 001900 | 001925 | 001950 | 001961 | 001970 | 001987 |
| Einwohner | 5      | 9      | 7      | 5      | 7      | 10     | 5      | 15     | 6      | 3      | *      |
| Häuser    | 1      | 1      |        |        | 1      | 1      | 1      | 2      | 2      |        | *      |
| Quelle    | [ 11 ] | [ 12 ] | [ 13 ] | [ 14 ] | [ 15 ] | [ 16 ] | [ 17 ] | [ 18 ] | [ 19 ] | [ 20 ] | [ 21 ] |

## Religion
Der Ort ist seit der Reformation evangelisch-lutherisch geprägt und bis heute nach St. Maria und Wendel (Illesheim) gepfarrt. Die Katholiken sind nach St. Bonifaz (Bad Windsheim) gepfarrt.